# バレーボールイラク男子代表
バレーボールイラク男子代表は、バレーボールの国際大会で編成されるイラクの男子バレーボールナショナルチームである。

## 歴史
1959年に国際バレーボール連盟へ加盟。1979年アジア選手権、1982年世界選手権に初出場を果たし、1980年代にアジアの中堅国に位置していたが、湾岸戦争後の1990年代以降、出場の機会を失い、2003年イラク戦争の際には国際バレーボール連盟によるバレーボール復興の支援がなされた。近年も国際連盟の支援が続いており、2010年1月に国内の指導者向けの協力プログラムが発足している。

## 過去の成績

### オリンピックの成績
- 出場なし

### 世界選手権の成績
- 1982年 - 20位

### アジア選手権の成績
- 1979年 - 8位
- 1987年 - 9位
- 1989年 - 7位